# Ѕ
Ѕ (Ѕ, ѕ), é uma letra do alfabeto cirílico usada na língua macedônica, sendo a décima letra de seu alfabeto. Seu nome local é Dze.
Representa o som /ʣ/, como em adstringente. Apesar de sua semelhança, não possui nenhuma relação com a letra latina S, que tem sua origem na letra grega sigma (Σ).
Apesar deste letra ter valor de dz, em russo e outras línguas com o alfabeto cirílico, grafa-se separado·
- Exemplo: Мелаѕе > Меладзе